# Transparenz (Akustik)
Die Transparenz oder Durchsichtigkeit ist in der Akustik ein Ausdruck, unter dem man bei musikalischen Schalldarbietungen in geschlossenen Räumen die Unterscheidbarkeit zeitlich aufeinanderfolgender Töne als Zeitdurchsichtigkeit und gleichzeitig gespielter Instrumente als Registerdurchsichtigkeit trotz überlagertem Raumschall versteht. Der Begriff wurde der Optik entlehnt, hier bezeichnet Transparenz (Durchsichtigkeit) die Eigenschaft von Materie, elektromagnetische Wellen hindurchzulassen. Das analoge Kriterium bei Sprachdarbietungen ist die Sprachverständlichkeit, insbesondere die Silbenverständlichkeit.
Die Durchsichtigkeit ist umso besser, je stärker die Energiesumme von direktem und frühzeitig reflektiertem Schall im Verhältnis zur derjenigen des spät eintreffenden Raumschalls ist. Dieses logarithmierte Energieverhältnis wird auch als Klarheitsmaß bezeichnet. Die zeitliche Grenze im Hinblick auf die Durchsichtigkeit zwischen günstigen und ungünstigen späten Reflexionen liegt bei Musikdarbietungen etwa bei 80 ms, bezogen auf den Einsatz des Direktschalls. Nach Untersuchungen im synthetischen Schallfeld und in mehreren Sälen liegt die Grenze von guter und schlechter Durchsichtigkeit bei einem Klarheitsmaß von C = 0 ± 1,6 dB, was in gleicher Weise für beide Arten der Durchsichtigkeit gilt.